# Franck Matelli

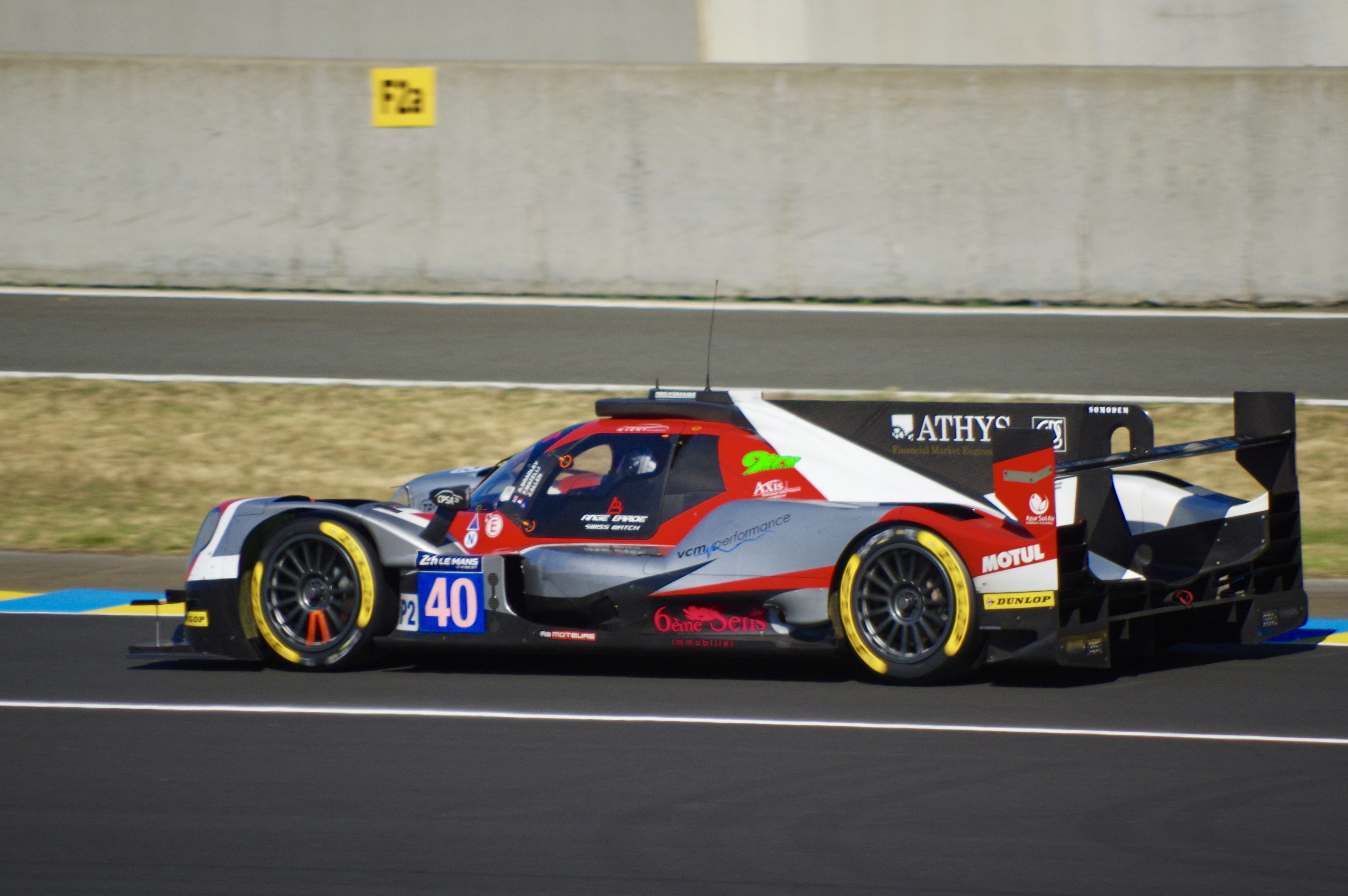
Der Oreca 07 von Richard Bradley, James Allen und Franck Matelli beim 24-Stunden-Rennen von Le Mans 2017

Franck Matelli (* 9. November 1991 in Bastia) ist ein ehemaliger französischer Autorennfahrer.

## Karriere als Rennfahrer
Der auf Korsika geborene Franck Matelli fuhr in seinen jungen Jahren parallel zu Einsätzen im Kartsport erste Monopostorennen. Nach einem vierten Endrang in der Formul’Academy Euro Series 2009 erreichte er 2010 hinter Stoffel Vandoorne, Norman Nato, Mathieu Jaminet und Paul-Loup Chatin den fünften Platz im F4 Eurocup, einer Vorgängerserie der Französischen Formel-4-Meisterschaft. 
Nach einer fünfjährigen Pause kehrte Franck Matelli 2015 für zwei weitere Jahre in den Motorsport zurück. Er fuhr in der European Le Mans Series und startete 2017 gemeinsam mit Richard Bradley und James Allen beim 24-Stunden-Rennen von Le Mans, wo er im Oreca 07 den sechsten Gesamtrang erreichte. Mit dem Ablauf der Saison 2017 trat er endgültig als Fahrer zurück. 

## Statistik

### Le-Mans-Ergebnisse
| Jahr | Team  | Fahrzeug | Teamkollege     | Teamkollege | Platzierung | Ausfallgrund |
| ---- | ----- | -------- | --------------- | ----------- | ----------- | ------------ |
| 2017 | Graff | Oreca 07 | Richard Bradley | James Allen | Rang 6      |              |